# 9032 Tanakami
9032 Tanakami è un asteroide della fascia principale. Scoperto nel 1989, presenta un'orbita caratterizzata da un semiasse maggiore pari a 2,2874158 UA e da un'eccentricità di 0,1003486, inclinata di 5,13764° rispetto all'eclittica.